# Villeneuve-d’Olmes
Villeneuve-d’Olmes – miejscowość i gmina we Francji, w regionie Oksytania, w departamencie Ariège.
Według danych na rok 2010 gminę zamieszkiwało 1149 osób, a gęstość zaludnienia wynosiła 194 osób/km².